# Жаб'яча черепаха венесуельська
Жаб'яча черепаха венесуельська (Mesoclemmys zuliae) — вид черепах з роду Жаб'яча черепаха родини Змієшиї черепахи.

## Опис
Загальна довжина карапаксу досягає 21—28 см. Спостерігається статевий диморфізм: самиці більші самців, у останніх товстіші хвости й вузькі довгі голови. Загалом голова дуже велика, яка вкрита гладенькою шкірою. На підборідді два вусика. Карапакс подовжений, розширюється у задній частині у самців.
Зверху голова сірого кольору, знизу — жовтого. Темна смуга йде від кінчика морди через око до тимпанічного щитка. Шия темна зверху і світла знизу. Колір карапаксу темно-сірий або чорний. Пластрон жовтий. Кінцівки мають сіре забарвлення.

## Спосіб життя
Полюбляє болота, рідше лісисті місцини. Харчується молюсками та комахами, особливо часто полює на Lethocerus deyrollei, інколи вживає рибу.
Самиця у вересні відкладає 7 яєць з тендітною шкаралупою розміром 35,3×30,2 мм.

## Розповсюдження
Це ендемік Венесуели: зустрічається лише у штаті Сулія.